# 해수면

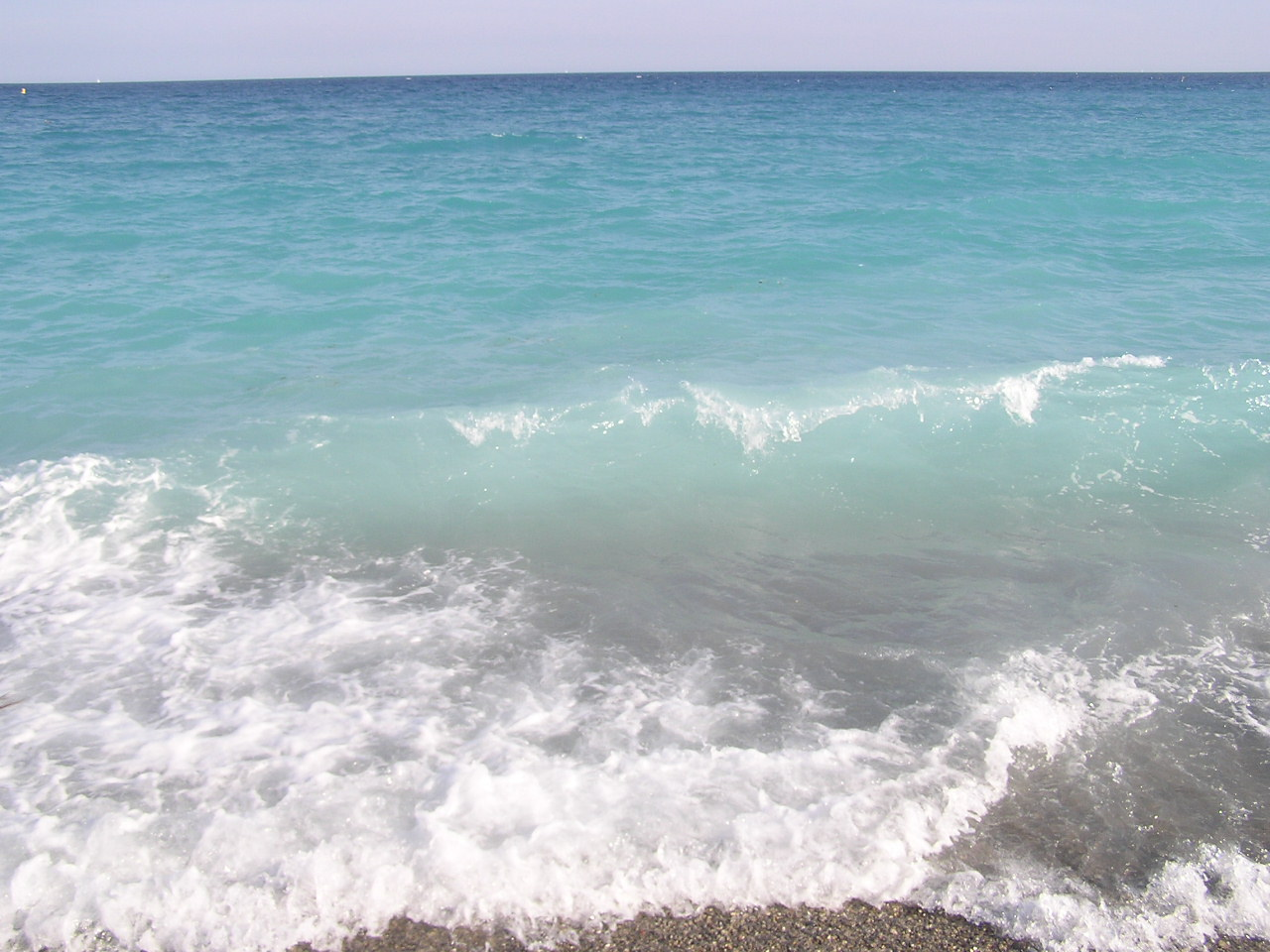
코트다쥐르의 해수면

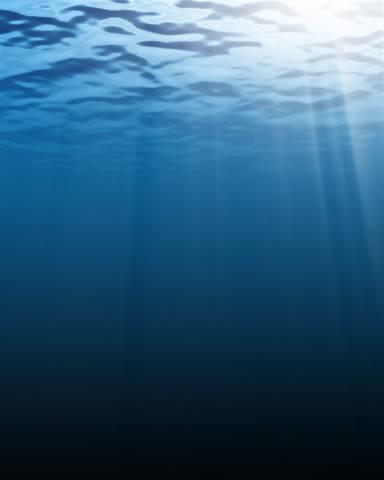
바다 속에서 본 해수면

해수면(海水面, Sea level)이란 일반적으로는 해양의 수면, 표면을 의미한다. 해수면은 측지학적으로는 해양의 평균적인 높이(평균해수면)를 나타낸다. 대기와 해양은 그 경계면인 해수면을 통해 열(잠열, 상전이) 및 운동량(바람 응력) 등의 형태로 에너지를 교환하고 있으며 해양 물리학, 기상학의 관점에서 매우 중요한 장소이다.

## 평균해수면
평균해수면 (平均海水面, Mean sea level(MSL))은 평균적인 해수면의 높이이며 기준이 되는 지점으로부터의 높이이다. 평균해수면으로부터의 고도가 해발이다. 평균해수면은 "바다가 평온할 때의 수위" 즉 바람이나 물결에 의해서 변화하는 해수면의 평균적 상태를 의미하고 조석 등으로 변화하는 해수면의 일정시간의 평균으로서 구할 수 있다.
해수면은 실제 해수면의 변화나 관측점의 고도의 변화에 의해서 정해지지만 현실에서는 장기적인 평균치를 취해도 해류나 기압 변화, 온도, 염분 농도의 변화 등의 영향을 받는다. 만약 이러한 영향이 없고 또 육지나 해저지형의 영향이 없는 경우에는 평균해수면은 지구의 등전위면인 지오이드면과 일치한다. 평균해수면과 지오이드의 차이는 해면 형상학에 의해서 조사할 수 있지만 세계적으로는 ±2m의 범위에 있다. 평균해수면은 지구 표면 전체가 일정한 것은 아니고 파나마 운하에서 태평양은 대서양보다 20cm 높다. 대한민국에서는 인천 앞바다의 평균해수면을 해발 0m로 하고 있다.
계기 비행 방식(IFR)으로의 비행에서는 정확하게 신뢰할 수 있는 평균해수면으로부터의 고도(해발 고도, AMSL)와 착륙 목적의 공항의 고도의 계측이 필요하기 때문에 항공 기술에 대해서 평균해수면은 세계 측지계에 근거한 타원 구체를 기준으로 GPS(범지구위치결정시스템)를 이용해 구하고 있다.

## 내수면
해수면과 내수면(하천·호수와 늪 등의 수면)의 구분은 어업권의 설정이나 어업 조정의 방법 등 어업 관계 법령을 적용하는 경우에 가장 기초가 되는 것이다.
해수면과 하천(내수면)의 경계는 일반적으로 하구 양안을 묶은 선을 경계로 하지만 지형상 하구 양안 자체가 분명하지 않은 경우도 있다. 이 경우는 담수의 유량이나 생태계의 변화 등을 종합적으로 판단해 결정된다.

## 해수면의 변동

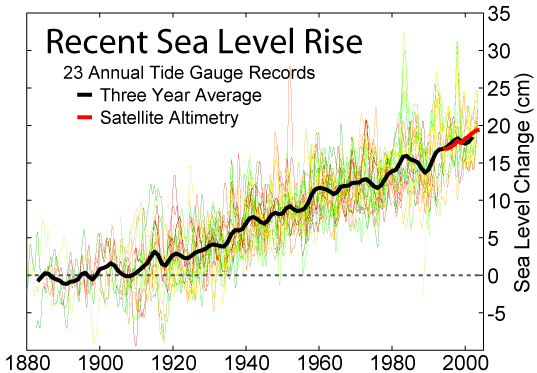
1880년부터 2005년까지의 해수면 변동

지구상의 해수면은 다양한 요인으로 변동한다. 조석에 의해서 짧은 사이클로 광역적인 변동이 일어나, 홍수나 해일 등의 국지적인 변동이 일어난다.또 긴 사이클로 보면 기후 변동에 의해서 해수면이 수 백미터 바뀌는 해수 준변동(海水準変動)도 발생하고 있다. 해수 준변동라는 말은 주로 지질 시대의 해수면 변동을 가리키고 특히 최근 상승 경향에 있는 해수면 변동은 별도로 해수면 하강으로 불린다.
- Sea level rise - How much and how fast will sea level rise over the coming centuries? Past.
- Sea level rise - How much and how fast will sea level rise over the coming centuries? Present

## 같이 보기
- GL(Ground Level)
- 해발고도
- 해수